# ボボイボーイ
『ボボイボーイ』（BoBoiBoy）は、アニモンスター・スタジオが制作するマレーシアのアニメーションシリーズ。日本では未放送。
オリジナルシリーズは3つのシーズンがあり、2011年3月から2016年6月に放映された。オリジナルの映画、『BoBoiBoy: The Movie』は2016年3月に公開された。

## 概要
ボボイボーイはクアラルンプール出身で、ココア屋を営むアバお爺さんに会うために学校の休暇時にプラウ・リンティスを訪れる。同時期に、アドゥドゥに率いられたある宇宙人のグループが征服するために現れ、地球上のココアを盗んだ。それによって、ボボイボーイと地元の友人であるヤヤ、イン、ゴパルはアドゥドゥと邪悪な宇宙人から地球を守り戦う為のスーパーパワーを与えられる。
ボボイボーイは地球上にある異なるいくつかの要素を操り、分身することが出来る。ヤヤは飛び、重いものを持ち上げ、重力を操ることが出来る。インは高速で走り、時間を操ることが出来る。一方で、ゴパルは物を食べ物や他の物に変化させることが出来る。
この敵との戦いの物語を通じて、ボボイボーイと友人達は他のヒーローに助けられる。その1人であるパパ・ゾラは偶然に現実の世界に出たビデオゲームのキャラクターである。フェンはボボイボーイと同い年で影を操る少年である。当初は敵と考えられていたが、どうやら彼もまた力を与えられた。
アドゥドゥの他にも、地球の内外からの敵の脅威があり、とりわけ同じ系統・種族の宇宙人やアドゥドゥ自身が作り出した巨人やロボットがある。

## 登場人物

### ヒーロー
ボボイボーイ(BoBoiboy)
声 - Nur Fathiah Diaz
ヤヤ(Yaya)
声 - Nur Sarah Alisya Zainal Rashid
イン(Ying)
声 - Yap Ee Jean
ゴパル(Gopal)
声 - Dzubir Mohammed Zakaria
フェン(Fang)
声 - Wong Wai Kay

### 悪者
- アドゥドゥ
- プローブ
- コンピューター（アドゥドゥ）
- マルチモンスター
- エジョジョ
- コンピューター（エジョジョ）
- ペタイ
- ロブ三人組
  - ロブ
  - ロバート
  - ロベルト・サンタナ
- 5人の詐欺師（5 Panglima Scammer）
  - バゴゴ
  - ワク・バガガ
  - バギギ
  - バググ
  - トム（実名：トーマス）

## あらすじとエピソード

### シーズン1（2011-12）（13エピソード）
最初のシーズンは13のエピソードと最終回特別エピソードが1つある。 2011年3月から2012年1月1日まで放送された。
1. ヒーロー誕生
2. アドゥドゥ、こうげき開始!
3. マルチモンスターをたおせ!
4. 宇宙船をさらわれた!
5. スーパーパワーの落とし穴!?
6. 新たな力!
7. ゲームスタート!
8. 正義は決してねむらない!
9. チェッカー
10. ファンレター
11. クッキーパニック
12. 風のパワーで大暴れ
13. 最後の大バトル

## 国際放送
| 国/地域                                                                | チャンネル                                                                    | 放送開始 |
| ---------------------------------------------------------------------- | ----------------------------------------------------------------------------- | --- |
| マレーシア                                                             | TV3                                                                           | 2011年3月13日 |
| マレーシア                                                             | ディズニーチャンネル・アジア                                                  | 2011年6月11日 |
| インドネシア                                                           | MNCTV ディズニーチャンネル・アジア                                            | 2014年10月20日 |
| シンガポール ブルネイ ベトナム カンボジア ラオス ミャンマー フィリピン | ディズニーチャンネル・アジア                                                  | 2011年6月11日 |
| カザフスタン                                                           | バラパン                                                                      | 2016年 |
| インド                                                                 | ハンガマTV マーヴェルHQ ディズニーチャンネル・インド カートゥーンネットワーク | 2017年6月12日（ハンガマTV） 2019年6月5日（マーヴェルHQ） 2019年12月9日（ディズニーチャンネル） 2020年1月16日（カートゥーンネットワーク） 2020年3月16日（ディズニーXD） |
| ベトナム                                                               | ポップスキッズ（YoutTubeチャンネル）                                          | 2018年3月 |
| 中国                                                                   | テンセント・ビデオ                                                            | 2017年12月 |
| 台湾 韓国                                                              | カートゥーンネットワーク                                                      | 2019年5月11日 |

## 協賛
- キャプテン・マンチ（2011）
- コルゲート（2014 –現在）
- ファーンリーフ・ソリヴァイト（2014-2015）
- ライフブイ（2014 –現在）
- セブンイレブン（2015）
- エイト・エレメンツ（ゲーム）（2013 –現在）
- ファーンリーフ・ カルシユム（2014）
- ペトロナス （2012）
- オールドタウン・ホワイトコーヒー（2015 – 現在）
- ワトソンズ （2016 –現在）
- ヨー・ヨーグルト（2015-2016）
- チョキチョキ（インドネシアとマレーシアのみ、2015-2016）
- キンボ・レディ（インドネシアのみ）
- インドミルク（インドネシアのみ）
- ミコ（インドネシアのみ）
- プロドゥア （2013 –現在）
- クウェート・ファイナンス・ハウス （2013）
- KFCチャキキッズミール（インドネシアのみ、2016）
- Zwitsalキッズ・ユニリーバ（インドネシアのみ、2016）
- ダイハツ工業 （インドネシアのみ、2016）
- セイコークロックズのメロディーミュージック（2016年から現在）
- オロナミンC